# Jacob Bagge (1898)
Jacob Bagge – szwedzki krążownik torpedowy z ostatnich lat XIX wieku, jeden z pięciu okrętów typu Örnen, nawiązującego koncepcją do budowanych w tym czasie w innych państwach kanonierek torpedowych. Od 1927 roku służył jako tender lotnictwa morskiego, zaś w 1941 roku został przeklasyfikowany na okręt szkolny. Po częściowym przezbrojeniu służył w tej roli przez okres II wojny światowej i został wycofany dopiero w 1947 roku.

## Historia
Budowa krążownika torpedowego "Jacob Bagge" została zaakceptowana przez parlament szwedzki w 1895 roku i sfinansowana z budżetu na rok następny. Stępkę pod okręt położono w stoczni Kockums w Malmö w ostatnich miesiącach 1896 roku, wodowanie nastąpiło 30 kwietnia 1898 roku, zaś zakończenie budowy 12 listopada 1898 roku. Oficjalnie "Jacob Bagge" wszedł do służby 23 listopada tegoż roku. Według pierwotnych zamierzeń krążownik miał nosić nazwę "Tärnan", ale 24 listopada 1897 roku zmieniono ją dla uczczenia Jakoba Bagge, admirała z XVI wieku.
W czerwcu 1905 roku, po jednostronnym proklamowaniu zerwania unii szwedzko-norweskiej przez Storting, flota szwedzka została postawiona w stan gotowości. Narastające napięcie spowodowało mobilizację silnego zespołu okrętów, mającego w razie eskalacji konfliktu zaatakować wybrzeże norweskie i stolicę kraju, Oslo. W jej skład weszły między innymi cztery jednostki typu Örnen, w tym "Jacob Bagge". Przez kolejnych kilka miesięcy jego zadaniem było patrolowanie okolicznych szkierów. Po zakończonych uznaniem norweskiej niepodległości rokowaniach w Karlstad, 11 października 1905 roku flotę odwołano.
Po raz kolejny okręt został postawiony w stan gotowości bojowej na przełomie 1912 i 1913 roku, w związku z narastającym w okresie wojen bałkańskich napięciem międzynarodowym. Krążownik bazował wówczas w rejonie Göteborga. W okresie I wojny światowej okręt patrolował wybrzeża neutralnej Szwecji. Po jej zakończeniu został początkowo odstawiony do rezerwy, a w 1927 roku częściowo rozbrojony i przebudowany na zaopatrzeniowiec lotnictwa morskiego. W 1941 roku został przezbrojony i służył przez okres II wojny światowej jako okręt szkolny. Z listy floty został skreślony 13 czerwca 1947 roku i złomowany w 1951 roku.

## Opis konstrukcji
Kadłub krążownika "Claes Horn" miał długość całkowitą 69,2 m, szerokość 8,2 m i zanurzenie 3,2 m. Wyporność konstrukcyjna wynosiła 800 ton. Napęd stanowiły dwie maszyny parowe potrójnego rozprężania o łącznej mocy 4000 KM, napędzające dwie śruby. Prędkość maksymalna wynosiła 19 węzłów. 
Uzbrojenie składało się z dwóch pojedynczych dział kal. 120 mm i czterech kal. 57 mm oraz pojedynczej wyrzutni torped kal. 381 mm, zamontowanej na stałe w stewie dziobowej. Na przełomie 1940 i 1941 roku działa 57 mm zostały zastąpione dwoma zdwojonymi podstawami dział przeciwlotniczych kal. 25 mm.